# Lockheed L-1011 TriStar
Lockheed L-1011 TriStar, mest kendt som L-1011 eller TriStar, er et mellem- og langdistance widebody-passagerjetfly med tre motorer. Det var det tredje widebody-fly, der blev sat i rutefart efter Boeing 747 og McDonnell Douglas DC-10. Mellem 1968 og 1984 fremstillede Lockheed i alt 250 TriStar-fly, og efter at produktionen var indstillet, trak Lockheed sig fra markedet for passagerfly, da antallet af solgte TriStar var under det forventede.

## Udvikling
I 1960'erne henvendte American Airlines sig til Lockheed og konkurrenten Douglas (senere McDonnell Douglas) med et behov for et passagerfly mindre end Boeing 747, som kunne fragte et stort antal passagerer til fjerne destinationer som London og Latinamerika fra selskabets knudepunkter i Dallas/Ft Worth og New York. Lockheed havde været fraværende fra markedet for civile passagerfly siden slutningen af 1950'erne efter problemer med modellen L-188 Electra, som var involveret i en række ulykker efter sin lancering. Efter problemer med nogle af firmaets militære flyprogrammer var Lockheed ivrig for at komme tilbage på det civile marked og svaret blev L-1011 TriStar. Oprindeligt var denne model i begyndelsen af designfasen udstyret med to motorer, men for at sikre tilstrækkelig motortrækkraft blev flyet til et tre-motors jetfly.
Flyet blev designet med to midtergange, plads til op til 400 passagerer, tre motorer og lavere motorstøj. Den største forskel i udseende mellem TriStar'en og Douglas DC-10 er den midterste motor i halen – DC-10'ens motor er fastgjort oven over flykroppen i selve halefinnen for at opnå mere kraft og nemmere vedligehold, mens TriStar'ens motor er placeret lavere, direkte på flykroppen som en del af halefinnen (som på Boeing 727) med henblik på at opnå mere stille og stabil flyvning. En væsentlig forskel mellem L-1011 og DC-10 var Lockheeds valg af Rolls-Royce RB211-motoren til L-1011'en, som skulle være mere brændstofsøkonomisk end andre flymotorer, et vigtigt salgsargument.
American Airlines valgte at købe Douglas DC-10, selv om firmaet viste betydelig interesse for L-1011. Americans Airlines' intention var at overbevise Douglas om en lavere pris for DC-10, hvilket lykkedes. Uden støtte fra American Airlines blev TriStar lanceret på basis af ordrer fra TWA og Eastern Air Lines. Selv om TriStar'ens udviklingsplan oprindeligt fulgte konkurrentens plan, så slog Douglas alligevel Lockheed, og kom på markedet ét år før Lockheed, fordi Lockheed fik problemer med udviklingen af motorerne hos Rolls Royce, som var gået i betalingsstandsning. Dette forsinkede den endelige samling af L-1011'erne og Lockheed undersøgte derfor muligheden for at skifte til en amerikansk motorproducent. På dette sene stadium blev det dog anset at være for sent at skifte motorproducent til enten General Electric eller Pratt & Whitney.
Den britiske stat indvilligede i at godkende et større tilskud til genstart af Rolls-Royces aktiviteter på betingelse af, at staten i USA garanterede for de banklån, som Lockheed behøvede for at kunne færdiggøre L-1011-projektet. På trods af en del modstand, ikke mindst fra den daværende guvernør i Californien, Ronald Reagan, så endte den amerikanske regering med at give garantierne. I resten af tiden, hvor RB211-motorerne blev udviklet, fortsatte Rolls Royce med at være et statsejet selskab.
Flyets prototype fløj for første den den 17. november 1970. L-1011 blev certificeret den 14. april 1972, og det første fly blev leveret til Eastern Air Lines den 26. april 1972.
TriStar'en blev fremstillet på Lockheeds fabrik i Burbank og Palmdale, og blev udsat for skarp konkurrence fra Boeing 747 og mere direkte fra McDonnell Douglas DC-10, som modellen lignede. Trans World Airlines omtalte TriStar som et af de sikreste fly i verden i sit reklamemateriale i 1980'erne, da bekymringen over sikkerheden ved DC-10'en, som de fleste konkurrenter fløj med, var på sit højeste.
I alt 446 DC-10'er blev solgt mod 250 TriStar, delvis på grund af den forsinkede introduktion af TriStar'en, men i særdeleshed fordi en større version med en længere aktionsradius ikke kom på markedet til at starte med. Da firmaet var under statslig kontrol blev omkostninger hos Rolls Royce kontrolleret stramt, og firmaet havde fokus på at modificere de oprindelige TriStar-motorer, som blev ændret betragteligt før flyet kom i endelig drift. Konkurrenterne, primært General Electric, udviklede hurtigt CF6-motoren med mere trækkraft, hvilket muliggjorde en hurtig introduktion af en tungere, interkontinental DC-10-30 på markedet. Fleksibiliteten ved en langdistance-DC-10 stillede L-1011 i et dårligere lys. Rolls-Royce udviklede herefter motoren RB211-524 med stor trækkraft til versionerne L-1011-200 og -500, men denne udvikling tog et antal år.
L-1011 blev lanceret med et avanceret autopilot-system og var den første widebody, som fik certificering fra Federal Aviation Administration til at kunne foretage autolandinger i kategori IIIc, hvilket godkendte TriStar'en til fuldstændig blinde landinger med intet udsyn foretaget af autopiloten.

## Anvendelse

### Civil anvendelse
Delta Air Lines var flytypens største kunde mens Cathay Pacific med tiden blev den største ikke-amerikanske operatør af modellen (21 stk.), da mange af Eastern Air Lines' L-1011'er blev købt efter Eastern Air Lines' konkurs.
I et forsøg på at sikre det japanske marked bestak Lockheed i al hemmelighed dele af den japanske regering til at støtte ANA's anskaffelse af L-1011'er, men dette førte til en betydelig skandale, da bestikkelsen blev opdaget. Lockheedskandalen resulterede i, at den japanske premierminister, Kakuei Tanaka, såvel som andre embedsmænd blev arresteret. Tanakas sag blev ført ved domstolene og han blev fundet skyldig i at overtræde reglerne for fremmed valuta, men ikke dømt for bestikkelse. For Lockheed betød skandalen tabet af en kontrakt til en værdi af mere end 1 mia. USD.
Sovjetunionen manglede på dette tidspunkt et widebody-passagerfly. Udviklingen af deres Iljusjin Il-86 var forsinket, og som resultat heraf begyndte Sovjetunionen i midten af 1970'erne forhandlinger med henblik på at anskaffe 30 TriStar og fremstille op til 100 eksemplarer på licens hvert år. Forhandlingerne brød sammen da USA's præsident Jimmy Carter gjorde menneskerettigheder til et vigtigt element i landets politik. TriStar var også på listen over avanceret teknologi, der ikke kunne eksporteres til fjender, hvilket var en alvorlig forhindring for eksportaftalen.
Lockheed skulle sælge 500 fly for at kunne opnå breakeven, men i 1981 blev det bekendtgjort, at produktionen ville slutte med fly nummer 250 i 1984. På grund af manglende profit ved fremstilling af TriStar trak Lockheed sig ud af markedet for civile passagerfly. De fleste flyselskaber anvender nu ikke længere flytypen. Cathay Pacific ophørte med at anvende L-1011 i oktober 1996 og erstattede dem med Airbus A330-300. TWA trak firmarets sidste TriStar ud af tjeneste i 1997; Delta Air Lines ophørte med at bruge TriStar i 2001 og satte i stedet Boeing 767-400ER ind.
L-1011 anvendes stadig af mindre flyselskaber, især i Afrika og Asien. Pr. december 2010 var 8 L-1011 i anvendelse hos kommercielle flyselskaber.

### Militær anvendelse
TriStar'en har også været anvendt som et militært tankfly og til transport af passager og last. Royal Air Force råder over ni fly i fire varianter, som tidligere fløj for British Airways og Pan Am.

### Leverancer
| 1972 | 1973 | 1974 | 1975 | 1976 | 1977 | 1978 | 1979 | 1980 | 1981 | 1982 | 1983 | 1984 | 1985 | Total |
| ---- | ---- | ---- | ---- | ---- | ---- | ---- | ---- | ---- | ---- | ---- | ---- | ---- | ---- | ----- |
| 17   | 39   | 41   | 24   | 16   | 12   | 8    | 14   | 24   | 28   | 13   | 5    | 5    | 3    | 249   |

## Varianter

### L-1011-1
L-1011-1 var L-1011's første produktionsmodel, og var designet til kort- og mellemdistanceflyvninger. Varianten blev basis for efterfølgende varianter og blev anskaffet af Air Canada, ANA, Cathay Pacific, Eastern og andre selskaber med regionale ruter, som egnede sig til et widebody-fly. Pacific Southwest Airlines købte L-1011-1 med siddepladser på nederste dæk. Denne variant var også en af de få widebody-fly, der fik indbygget en trappe til udvendigt brug.
Den første L-1011-1 blev leveret til Eastern Air Lines den 5. april 1972. I alt 160 L-1011-1 TriStar blev bygget før produktionen blev afsluttet i 1983, men størstedelen af disse, 119 eller 75%, blev færdiggjort i de fire år mellem 1972 og 1975. De største kunder var flyselskaber i USA – de tre flyselskaber Delta, Eastern og TWA modtog 110 stk. tilsammen. Yderligere 2 fly blev købt af et fjerde amerikansk flyselskab – Pacific Southwest.

### L-1011-100
L-1011-100 var den anden produktionsmodel og fløj for første gang i 1975 og havde en ny brændstoftank i midten af flyet, som forøgede flyets aktionsradius med næsten 1.500 km. De første ordrer kom fra Saudia og Cathay Pacific, som hver bestilte 2 stk. i maj 1974. De første leverancer fandt sted i juni 1975. Varianten blev også anskaffet af flere flyselskaber med langdistanceruter som TWA, Air Canada og BEA.

### L-1011-200
L-1011-200 var L-1011's tredje produktionsmodel og blev taget i drift i 1976. Modellen var identisk med 100-serien, men havde modificerede Rolls-Royce-motorer for at forbedre egenskaberne i højtbeliggende lufthavne med varmt klima. Gulf Air erstattede sine Vickers VC10-fly med 200-modllen.
Det første eksemplar af modellen blev den 28. maj 1977 leveret til Saudi Arabian Airlines, som havde en større flåde af disse fly indtil 1998. I alt 24 L-1011-200 blev bygget.

### L-1011-500
L-1011-500 var den sidste L-1011-variant, der kom i produktion. The L-1011-500 var en langdistancevariant, som blev flyvetestet i 1978. Flykroppen var forkortet med 4,3 meter for at skaffe relativt mere plads til brændstof. Modellen anvender de kraftigere motorer fra 200-serien og var populær blandt internationale flyselskaber og udgjorde en betydelig del af L-1011-flåden hos Delta og British Airways.

## Specifikationer
|                             | L-1011-1                                                       | L-1011-200                                                     | L-1011-500                                                     |
| --------------------------- | -------------------------------------------------------------- | -------------------------------------------------------------- | -------------------------------------------------------------- |
| Mandskab i cockpit          | Tre                                                            | Tre                                                            | Tre                                                            |
| Antal siddepladser          | 253 (3 klasser)                                                | 263                                                            | 234 (3 klasser)                                                |
| Kabinebredde (indvendig)    | 5,74 m                                                         | 5,74 m                                                         | 5,74 m                                                         |
| Samlet længde               | 54,15 m                                                        | 54,15 m                                                        | 50,04 m                                                        |
| Vingespænd                  | 47,35 m                                                        | 47,35 m                                                        | 50,09 m                                                        |
| Halespænd                   | 21,82 m                                                        | 21,82 m                                                        | 21,82 m                                                        |
| Samlet højde                | 16,87 m                                                        | 16,87 m                                                        | 16,87 m                                                        |
| Vingeareal                  | 321,1 m2                                                       | 321,1 m2                                                       | 329,0 m2                                                       |
| Maksimal startvægt          | 200.000 kg                                                     | 231.000 kg                                                     | 231.000 kg                                                     |
| Maksimal landingsvægt       | 167.000 kg                                                     | 167.000 kg                                                     | 167.000 kg                                                     |
| Tom vægt                    | 102.000 kg                                                     | 105.000 kg                                                     | 106.000 kg                                                     |
| Maksimal hastighed          | mach 0,95 (Maksimal fortsat hastighed = mach 0,90)             | mach 0,95 (Maksimal fortsat hastighed = mach 0,90)             | mach 0,95 (Maksimal fortsat hastighed = mach 0,90)             |
| Flyvehastighed              | Mach 0,86 ved normal flyvning / mach 0,84 langdistanceflyvning | Mach 0,86 ved normal flyvning / mach 0,84 langdistanceflyvning | Mach 0,86 ved normal flyvning / mach 0,84 langdistanceflyvning |
| Aktionsradius, fuldt lastet | 7.420 km                                                       | 9.250 km                                                       | 10.200 km                                                      |
| Maksimal driftshøjde        | 12.800 m                                                       | 12.800 m                                                       | 13.100 m                                                       |
| Motorer (3x)                | Rolls-Royce RB211                                              | Rolls-Royce RB211                                              | Rolls-Royce RB211                                              |
| Trækkraft (×3)              | 187 kN                                                         | 236 kN                                                         | 236 kN                                                         |

## Ulykker og hændelser
Per august 2008 havde L-1011 været involveret i 56 hændelser, hvoraf 11 førte til totalskade,  med i alt 534 dødsfald til følge.

### Større uheld og hændelser
- Eastern Air Lines rutenummer 401's styrt i Florida i 1972 skete på grund af mandskabets manglende overvågning af flyveinstrumenterne mens der var et problem med en indikatorlampe til landingsstellet.[45][46]
- I august 1980 ødelagde en brand L-1011'en på Saudia rutenummer 163 på jorden efter at piloterne havde foretaget en nødlanding i Riyadh Internationale Lufthavn på grund af en opstået brand i flyets bagerste ende. En forsinket evakuering af flyet førte til, at alle 287 passagerer og alle 14 besætningsmedlemmer omkom.[47][48]
- Den 23. december 1980 eksploderede et dæk på Saudia rutenummer 162, hvilket medførte, at L-1011'en tabte kabinetrykket og to passagerer faldt ud af flyet med døden til følge.[49]
- I august 1985 styrtede Delta Air Lines rutenummer 191 ned under indflyvning til Dallas/Ft Worth under microburst. Ved styrtet døde 11 af besætningsmedlemmerne og 128 ud af 152 passagererne om bord såvel som én person på jorden.[50][51]
- Den 3. maj 1986 blev en L-1011 TriStar ødelagt på jorden i forbindelse med Air Lanka rutenummer 512 efter at en bombe eksploderede i bagerste lastrum. Bomben kløvede flyets hale af og dræbte 21 personer.[52]